# Верхня Писарівка
Ве́рхня Пи́сарівка — село в Україні, у Вовчанській міській громаді Чугуївського району Харківської області. Населення становить 111 осіб. До 2020 орган місцевого самоврядування — Симинівська сільська рада.

## Географія

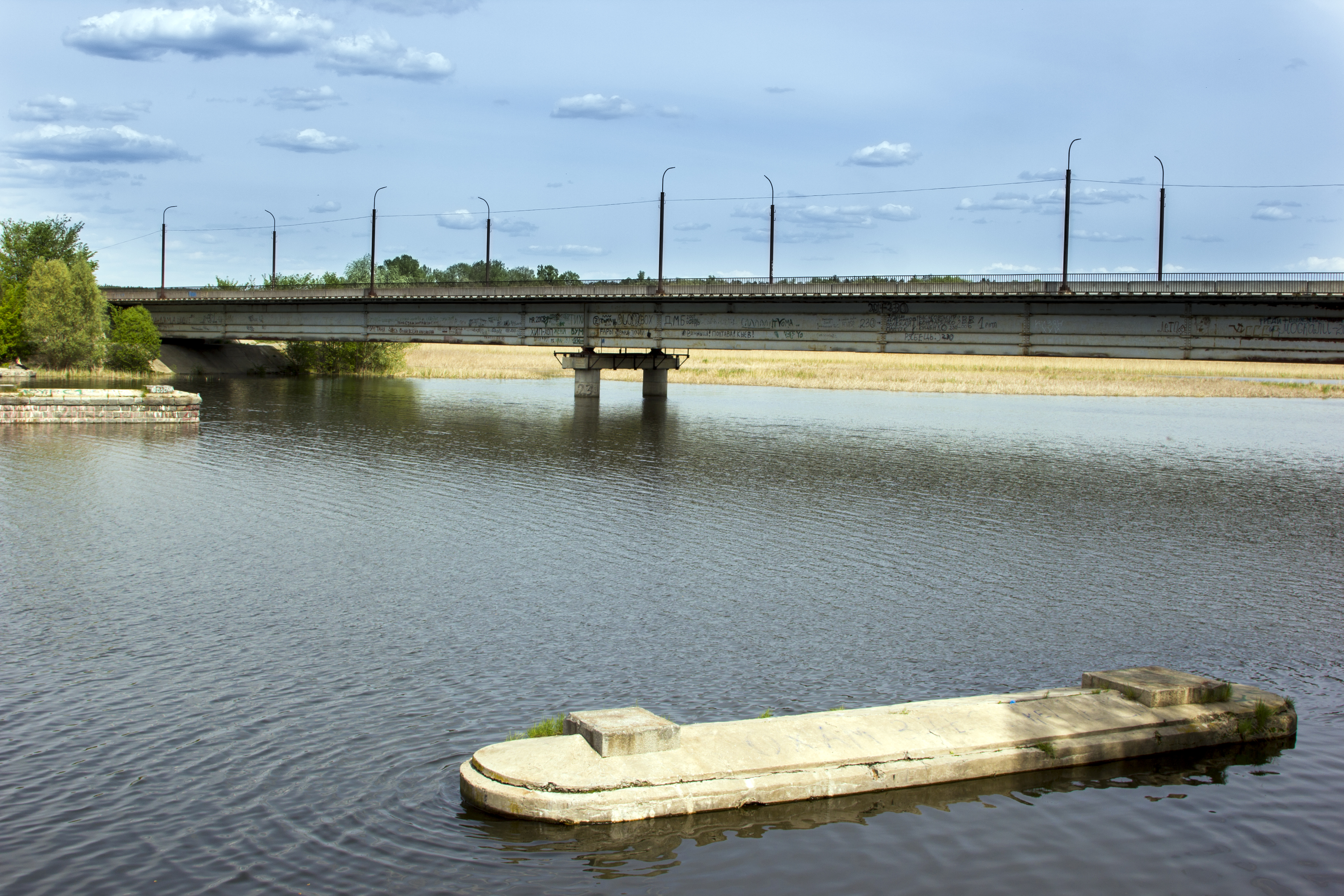
Місток через Сіверський Донець

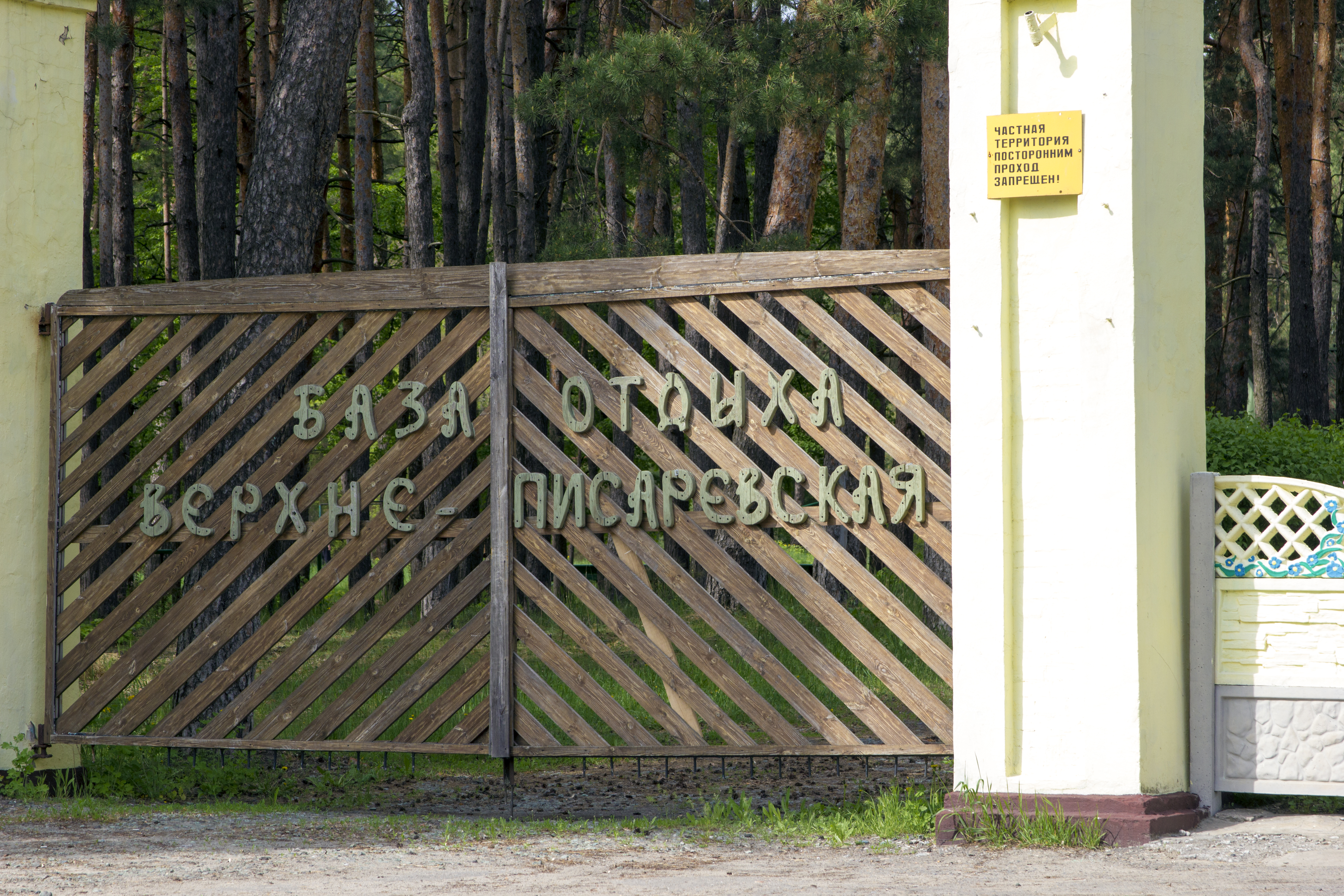
База відпочинку Верхньо-Писарівська

Село Верхня Писарівка розташоване на правому березі Печенізького водосховища (на річці Сіверський Донець) в місці впадання в нього річки Пильна, є міст. У цьому місці русло водосховища сильно порізане, на ньому багато островів, село оточують великі лісові масиви (сосна) в яких багато будинків відпочинку і піонерських таборів. На північ від села Верхня Писарівка та вище за течією розташоване село Графське та селище Цюрупа (не заселене), за 4 км на південь — село Бугаївка. Поруч, за 2 км, проходить автомобільна дорога Т 2104.

## Походження назви
Раніше село називалося Писарівка. Про походження назви:
|  | Земля Писаревська належала писарю Харківського полку, від того і склалася назва Писарівки |

## Історія
Село вперше згадується у 1712 році.
12 червня 2020 року, відповідно до Розпорядження Кабінету Міністрів України  № 725-р «Про визначення адміністративних центрів та затвердження територій територіальних громад Харківської області», увійшло до складу Вовчанської міської громади.
19 липня 2020 року, в результаті адміністративно-територіальної реформи та ліквідації Вовчанського району, село увійшло до складу Чугуївського району.

## Населення

### Мова
Розподіл населення за рідною мовою за даними перепису 2001 року:
| Мова            | Відсоток |
| --------------- | -------- |
| українська      | 82,88%   |
| російська       | 15,32%   |
| інші/не вказали | 1,80%    |

## Економіка
- Рубіжанське лісництво.
- «БЕРІЗКА», база відпочинку підприємства «Харківські обласні теплові мережі».
- «Золотий Берег», база відпочинку

## Пам'ятки
Біля села виявлено кілька поселень епохи бронзи. Поселення зрубної, бондарихинської і салтівської культур.

## Відомі люди

### Народилися
- Гончарова Ніна Маркіянівна — викладач математики і директор Вовчанського педагогічного училища Харківської області, заслужений вчитель УРСР. Депутат Верховної Ради УРСР 2—4-го скликань.

## Галерея

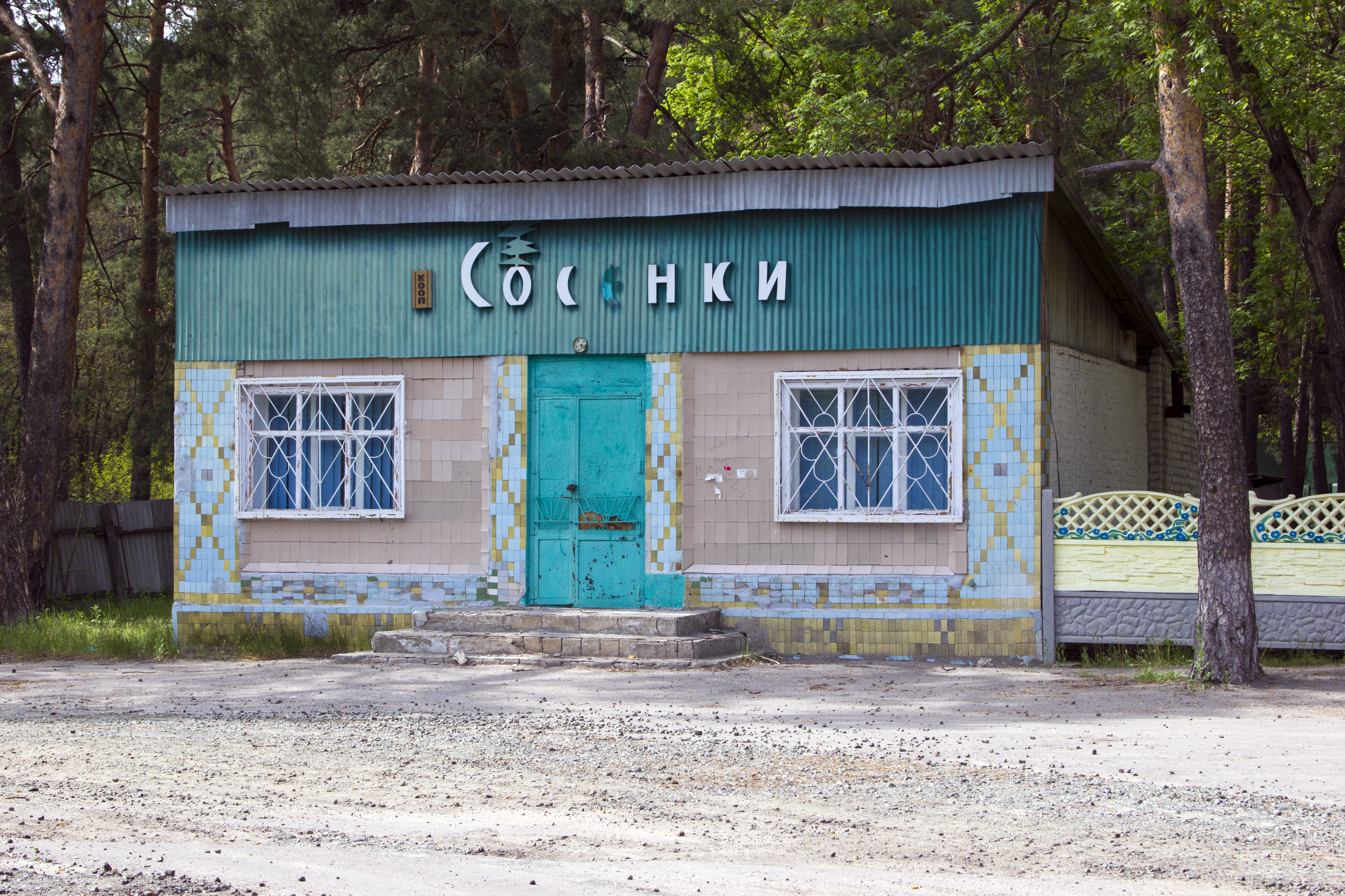
Продуктовий магазин
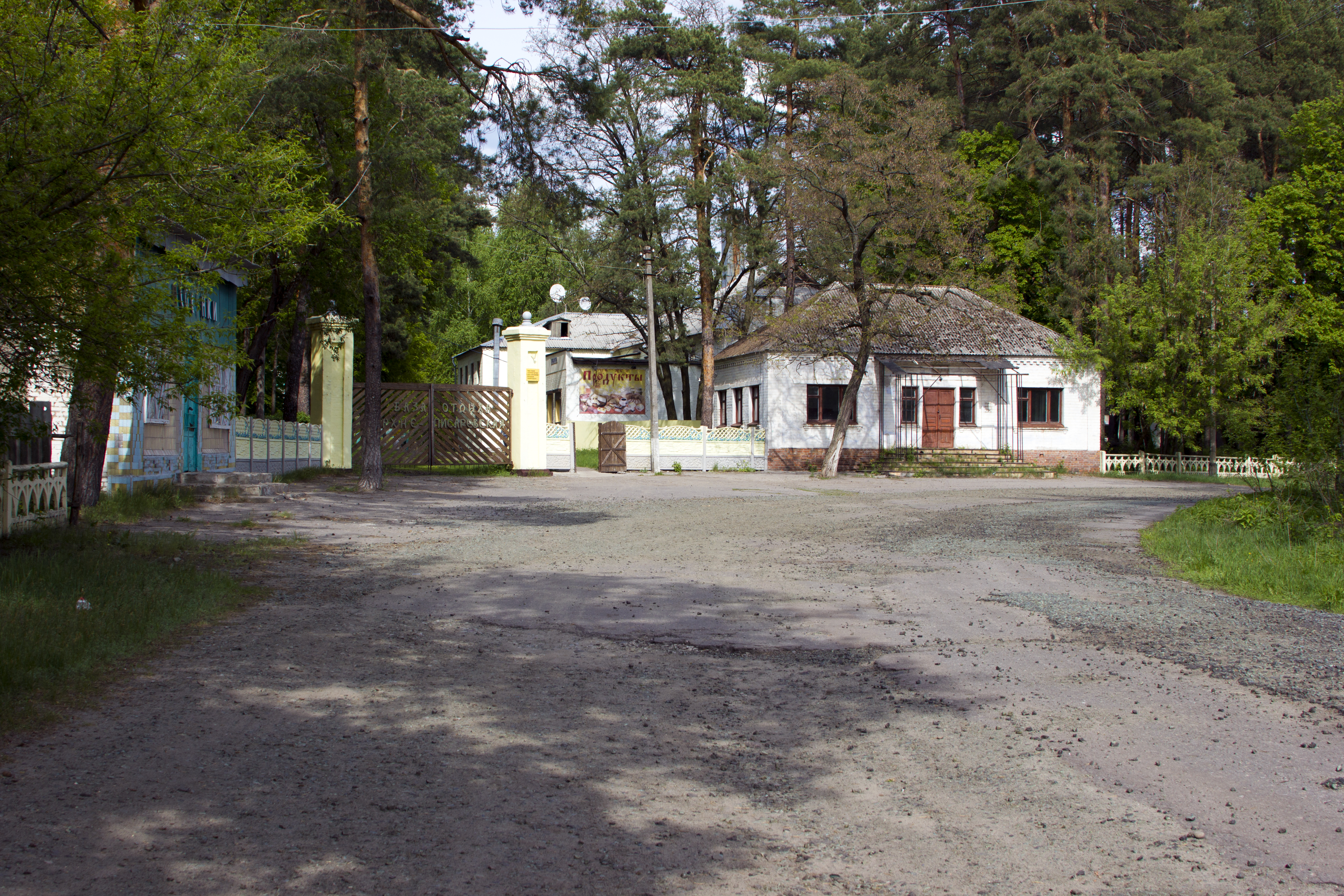
База відпочинку
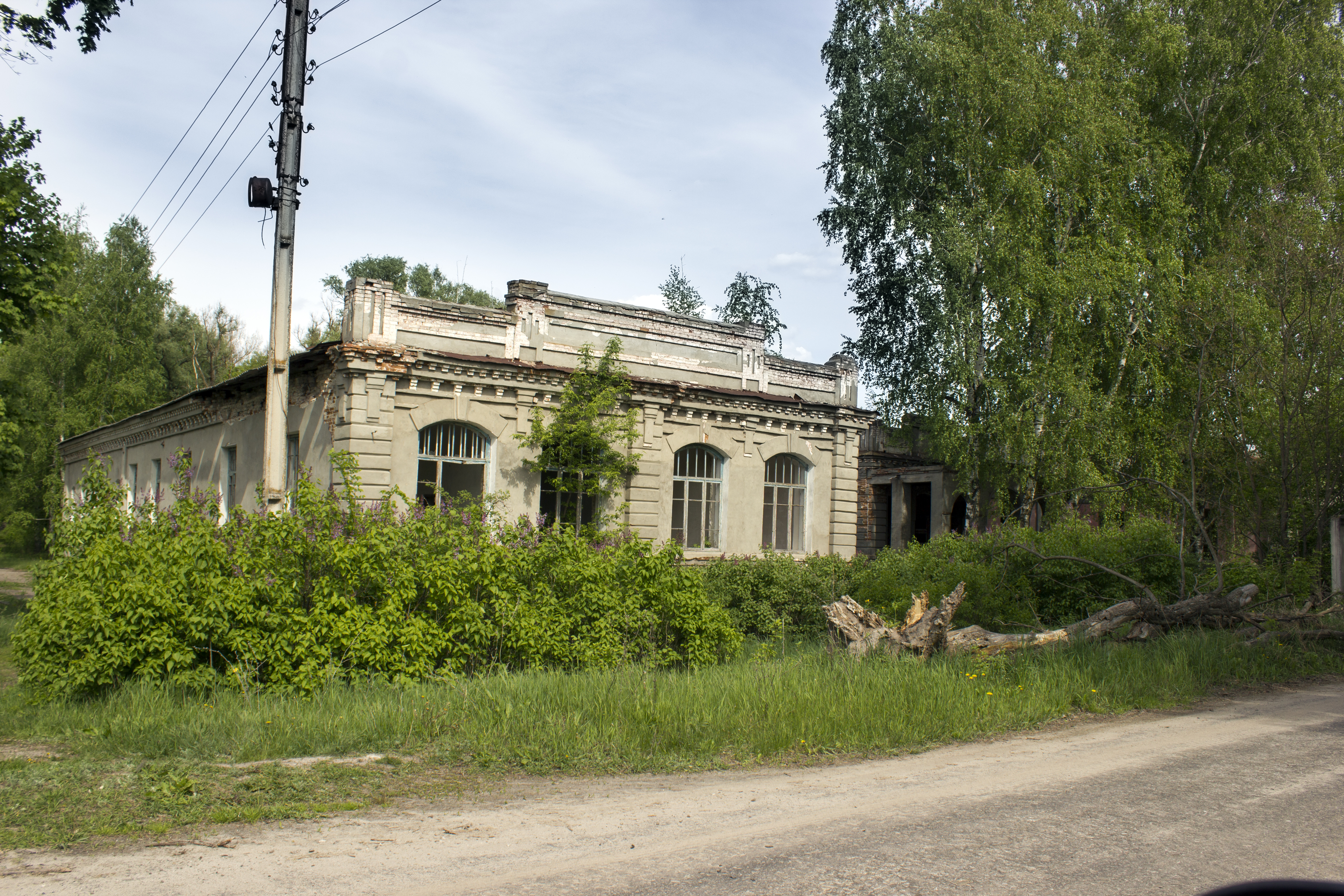
Руїни
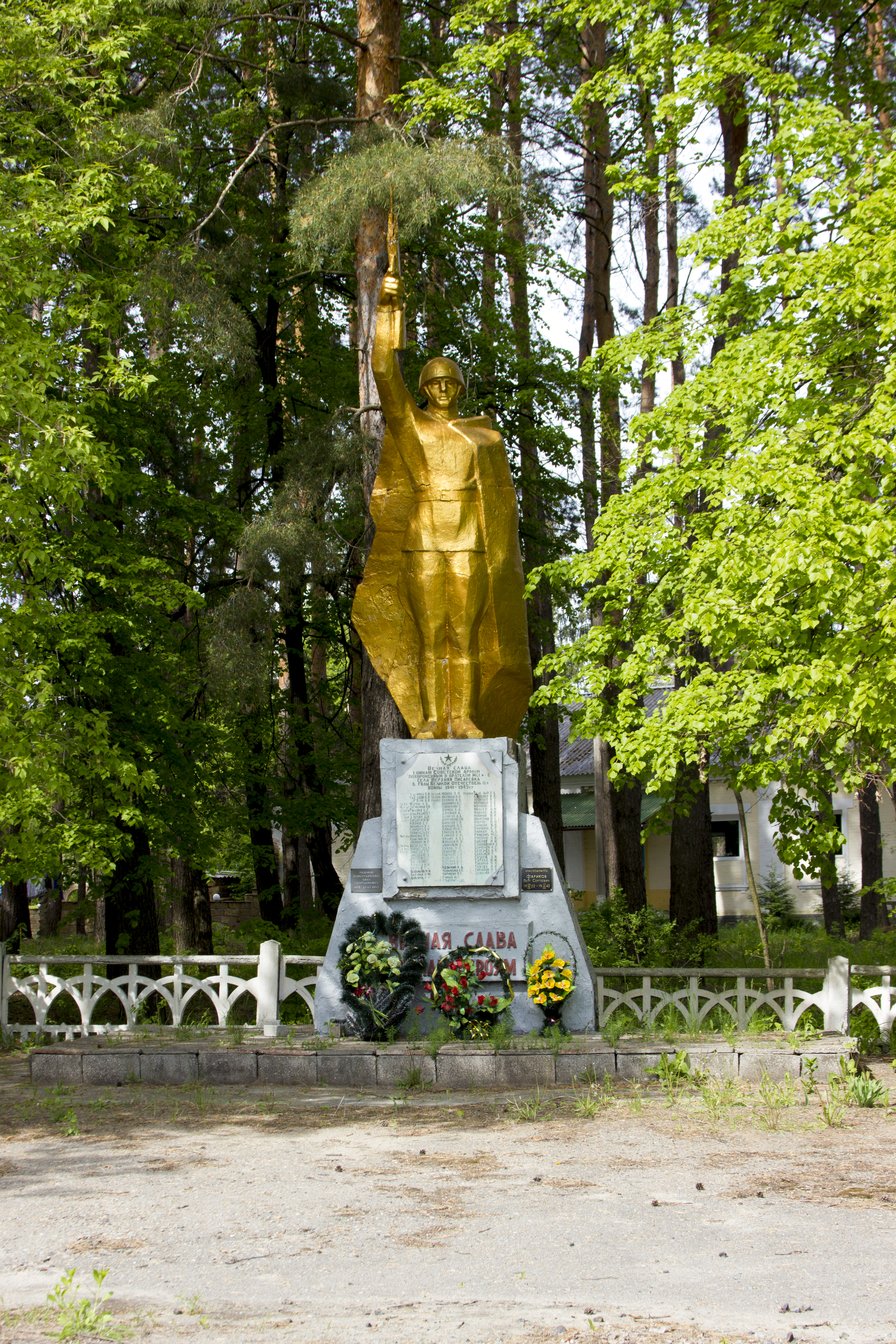
Братська могила
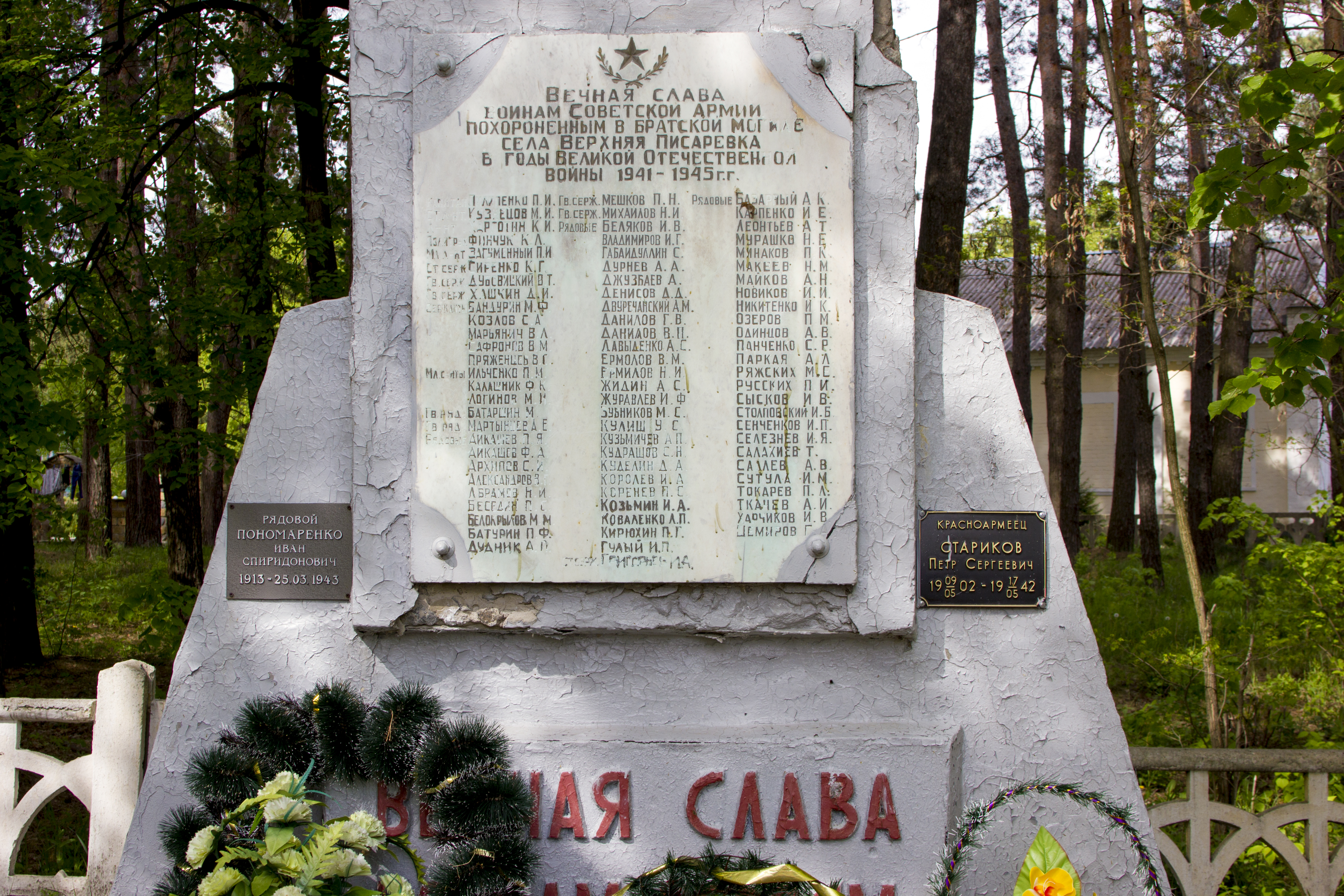
Меморіальна дошка на братській могилі
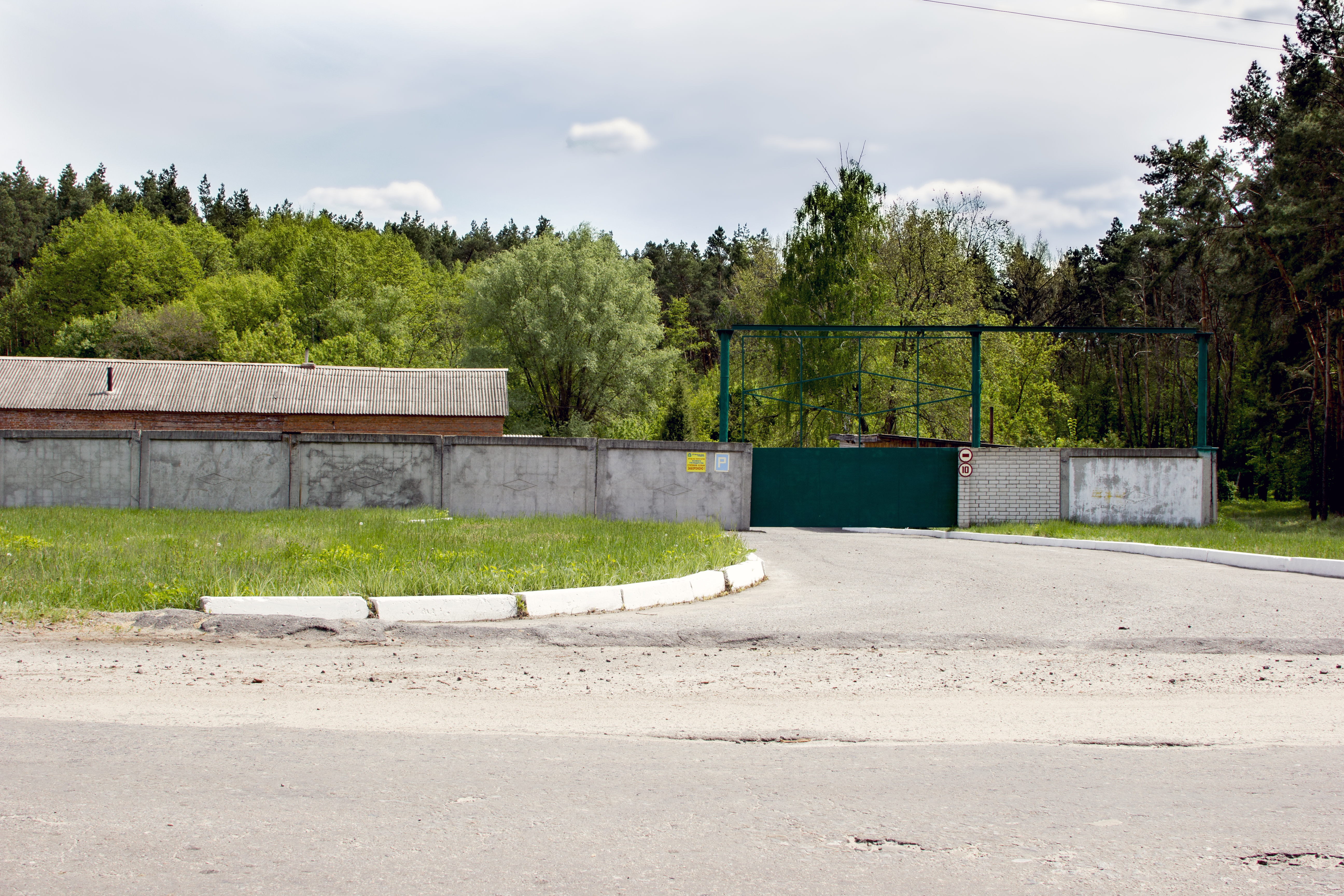
ДП "Вовчанське лісове господарство"
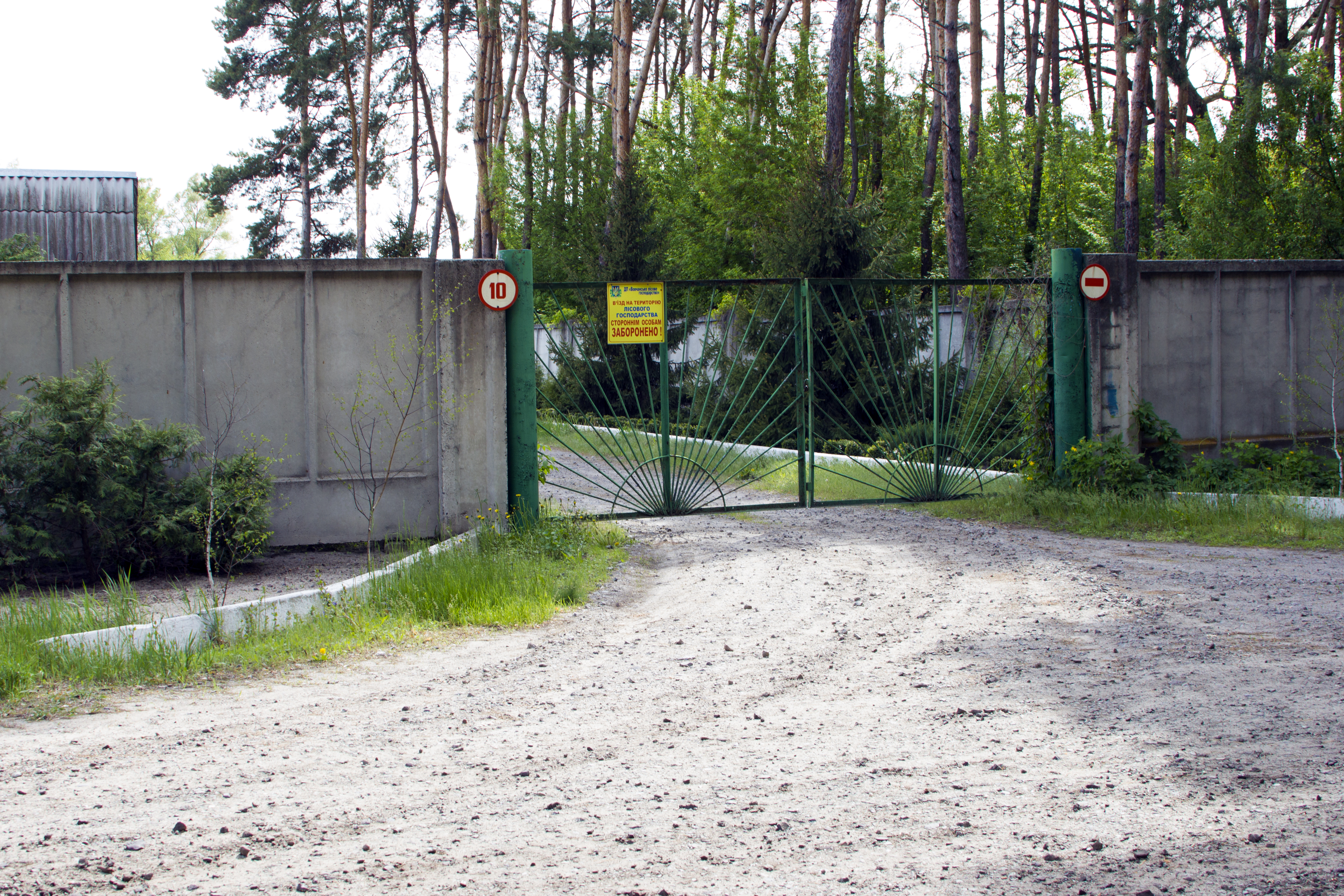
ДП "Вовчанське лісове господарство"
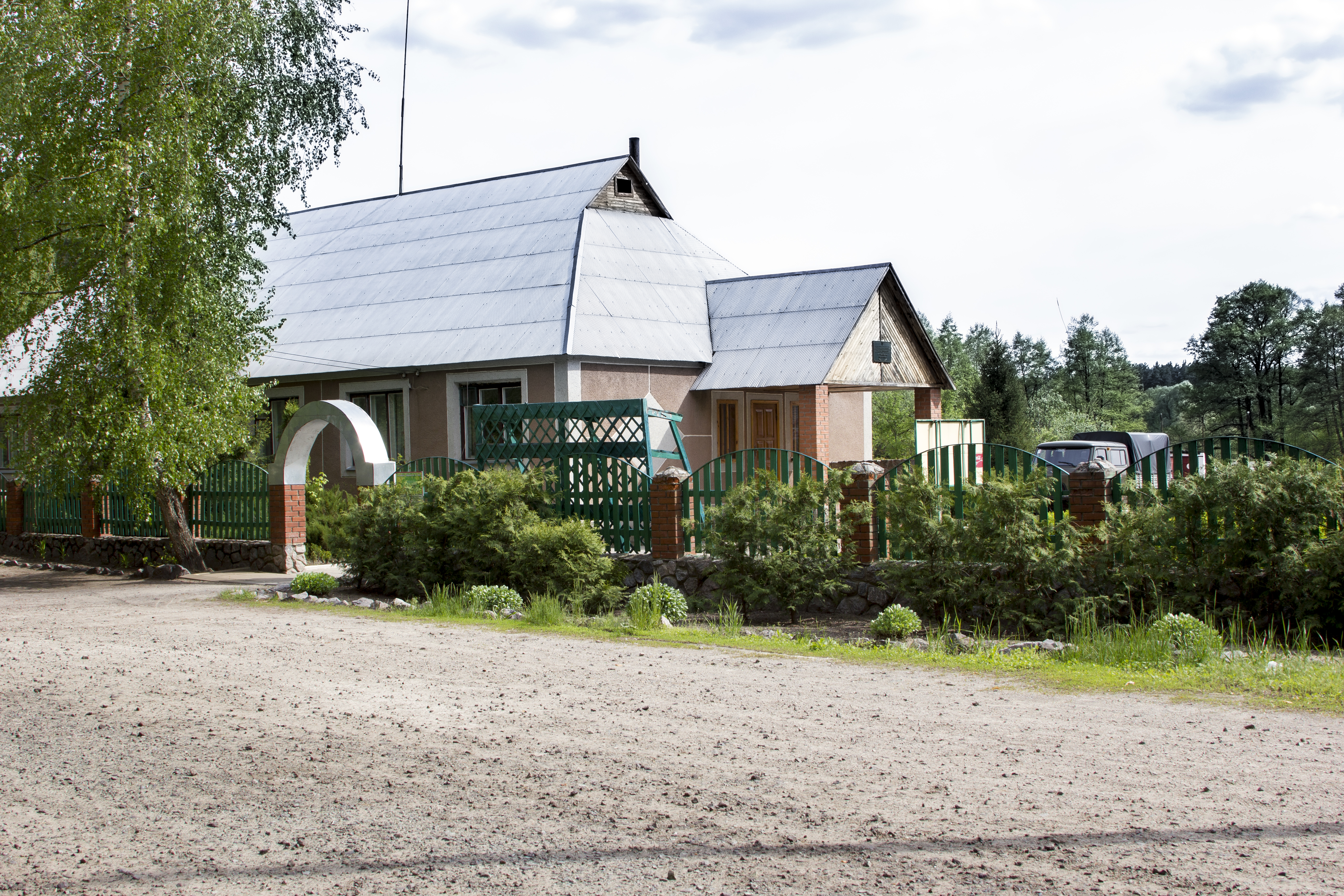
ДП "Вовчанське лісове господарство"
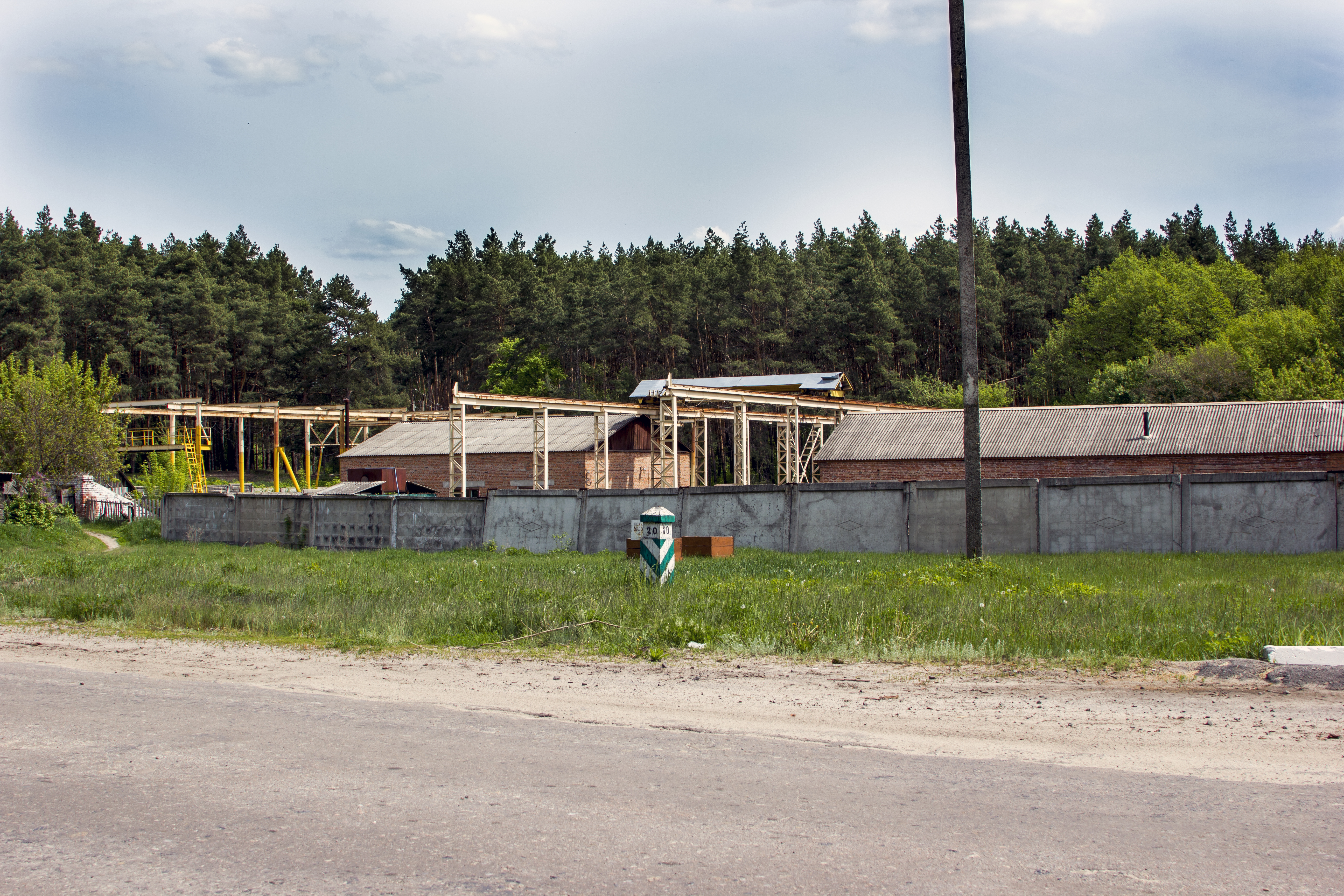
ДП "Вовчанське лісове господарство"
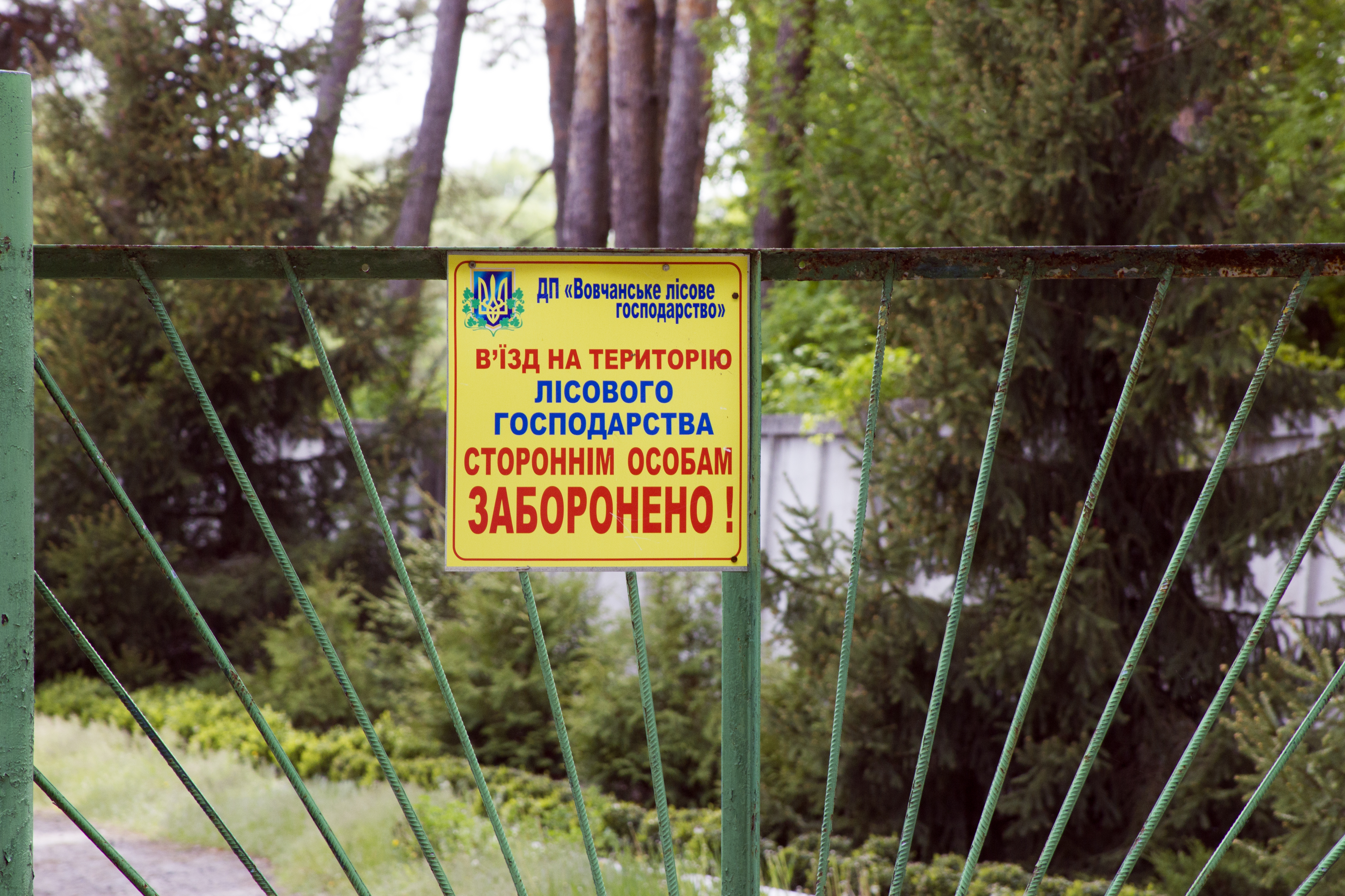
ДП "Вовчанське лісове господарство"
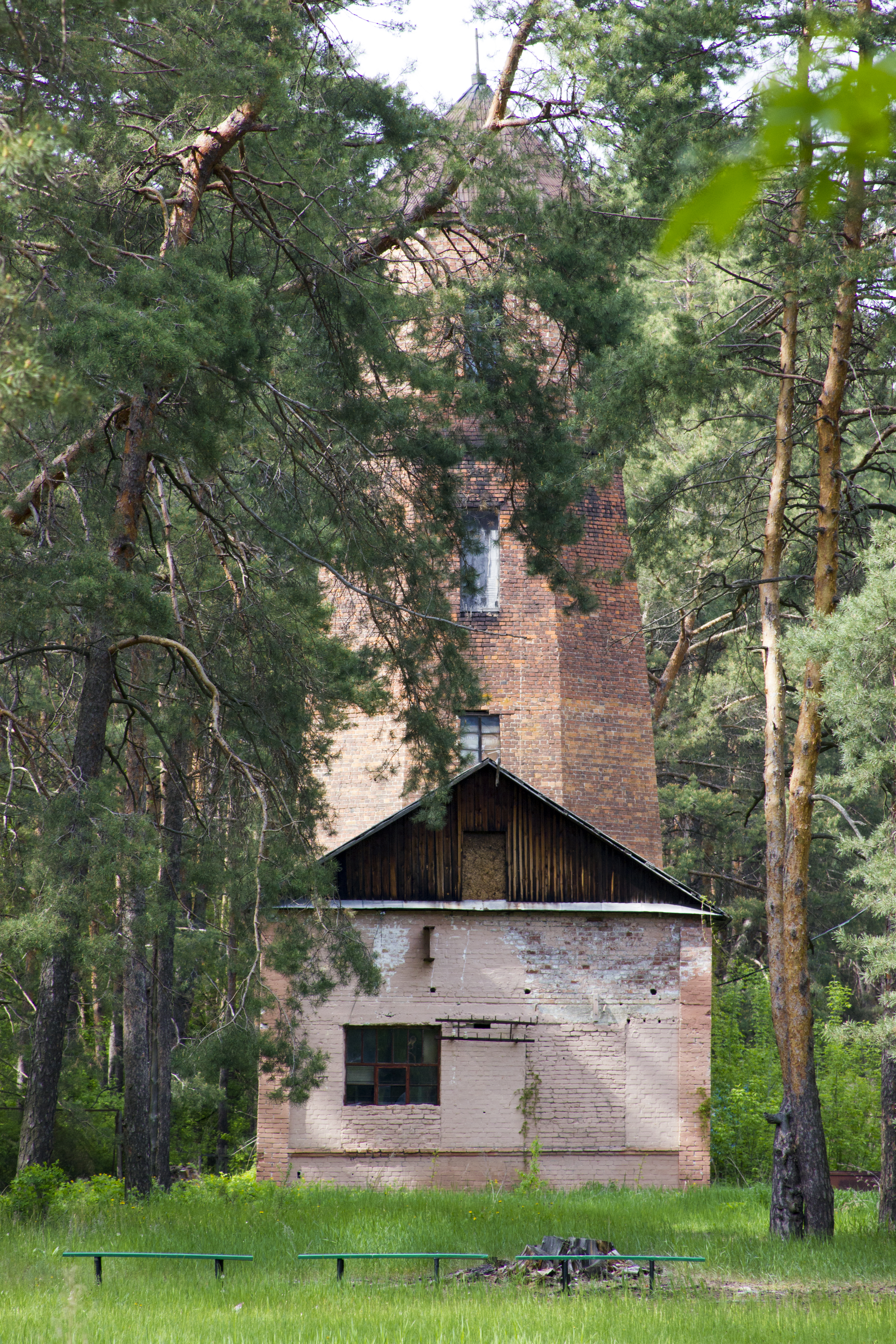
Водонапірна башта
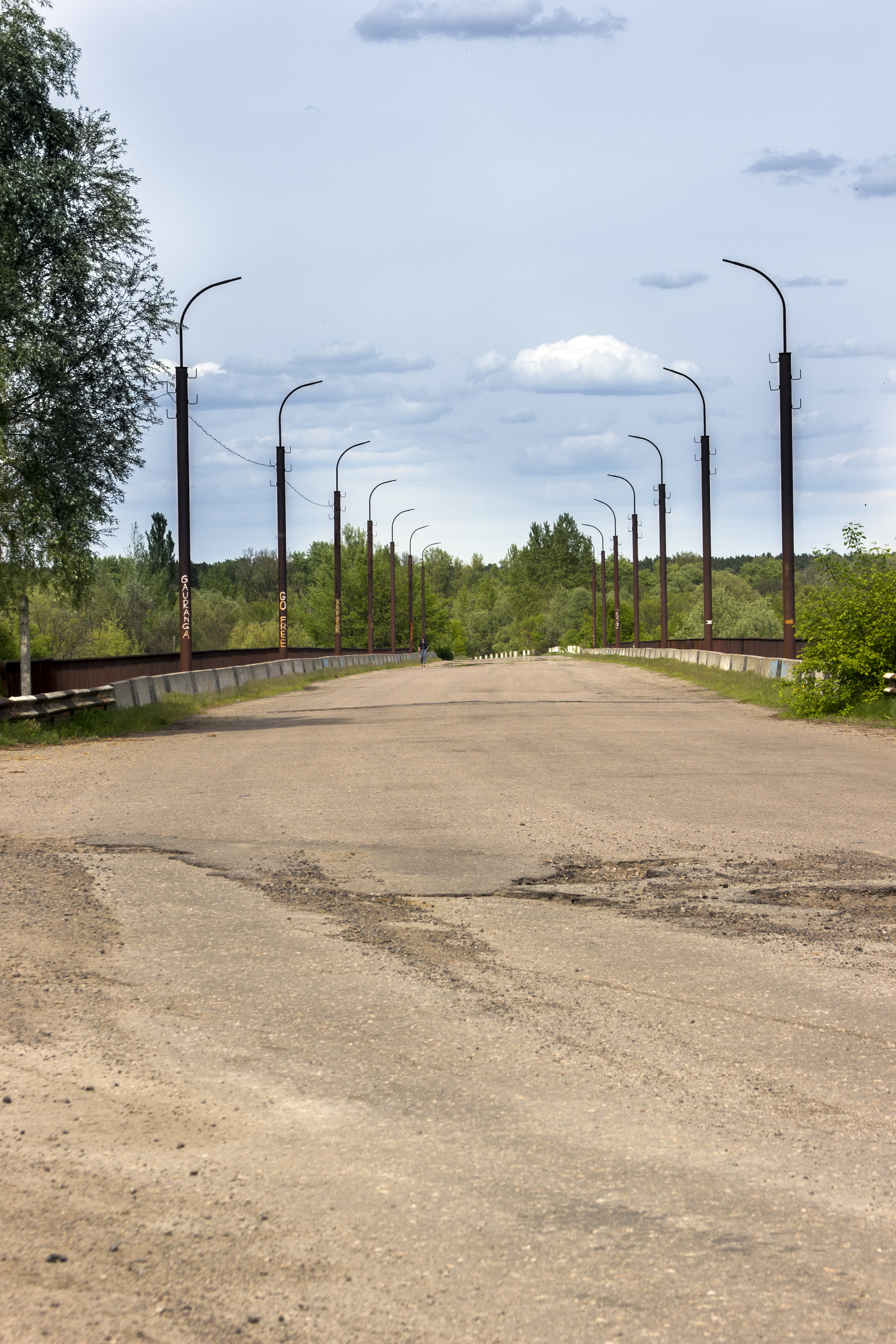
Місток. Краєвид з лівого берега
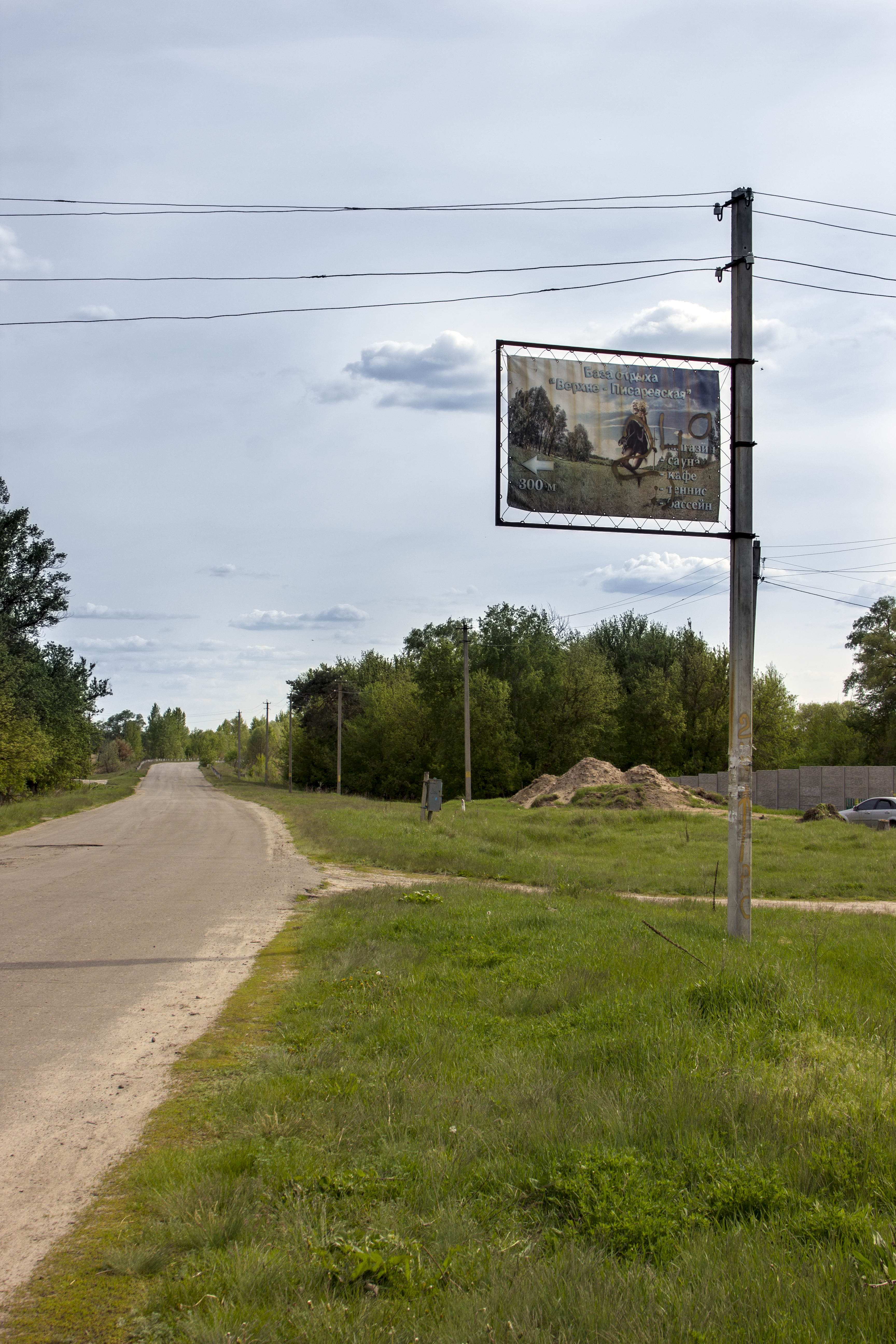
До Сіверського Дінця